# Okada Shigetaka
Okada Shigetaka est un nom japonais traditionnel ; le nom de famille (ou le nom d'école), Okada, précède donc le prénom (ou le nom d'artiste).
Okada Shigetaka (岡田重孝, mort en 1584) est un vassal du clan japonais Oda de la fin de l'époque Sengoku et du début de l'époque Azuchi-Momoyama du XVIe siècle japonais. Shigetaka est le fils d'Okada Shigeyoshi, une des « sept lances d'Azukizaka ». Shigetaka et son père sont tous deux au service d'Oda Nobukatsu, un des fils d'Oda Nobunaga. Par la suite, Nobukatsu commence à croire que beaucoup de ses obligés, dont Shigetaka, complotent contre lui pour le compte de Toyotomi Hideyoshi. Nobutaka convoque Shigetaka et les autres à son château où il les tue tous par une attaque surprise.

## Source de la traduction
- (en) Cet article est partiellement ou en totalité issu de l’article de Wikipédia en anglais intitulé « Okada Shigetaka » (voir la liste des auteurs).